# Gevelsberg
Gevelsberg település Németországban, azon belül Észak-Rajna-Vesztfália tartományban. Lakosainak száma 31 198 fő (2023. december 31.). Gevelsberg Ennepetal, Sprockhövel, Schwelm és Wetter (Ruhr) községekkel határos.

## Népesség
A település népességének változása:
| Lakosok száma | 31 290 | 31 315 | 30 910 | 30 695 | 30 669 | 31 097 | 31 198 |
|               | 1975   | 2015   | 2017   | 2019   | 2021   | 2022   | 2023   |